# فرودگاه یاکوتسک
فرودگاه یاکوتسک  (به انگلیسی: Yakutsk Airport)  یک فرودگاه همگانی  با کد یاتا YKS است که یک باند فرود بتن دارد و طول باند آن ۲۵۰۰ متر است. این فرودگاه در شهر  یاکوتسک کشور روسیه قرار دارد و در ارتفاع ۹۹ متری از سطح دریا واقع شده‌است.

## شرکت‌های هواپیمایی و مقصدهای پروازی

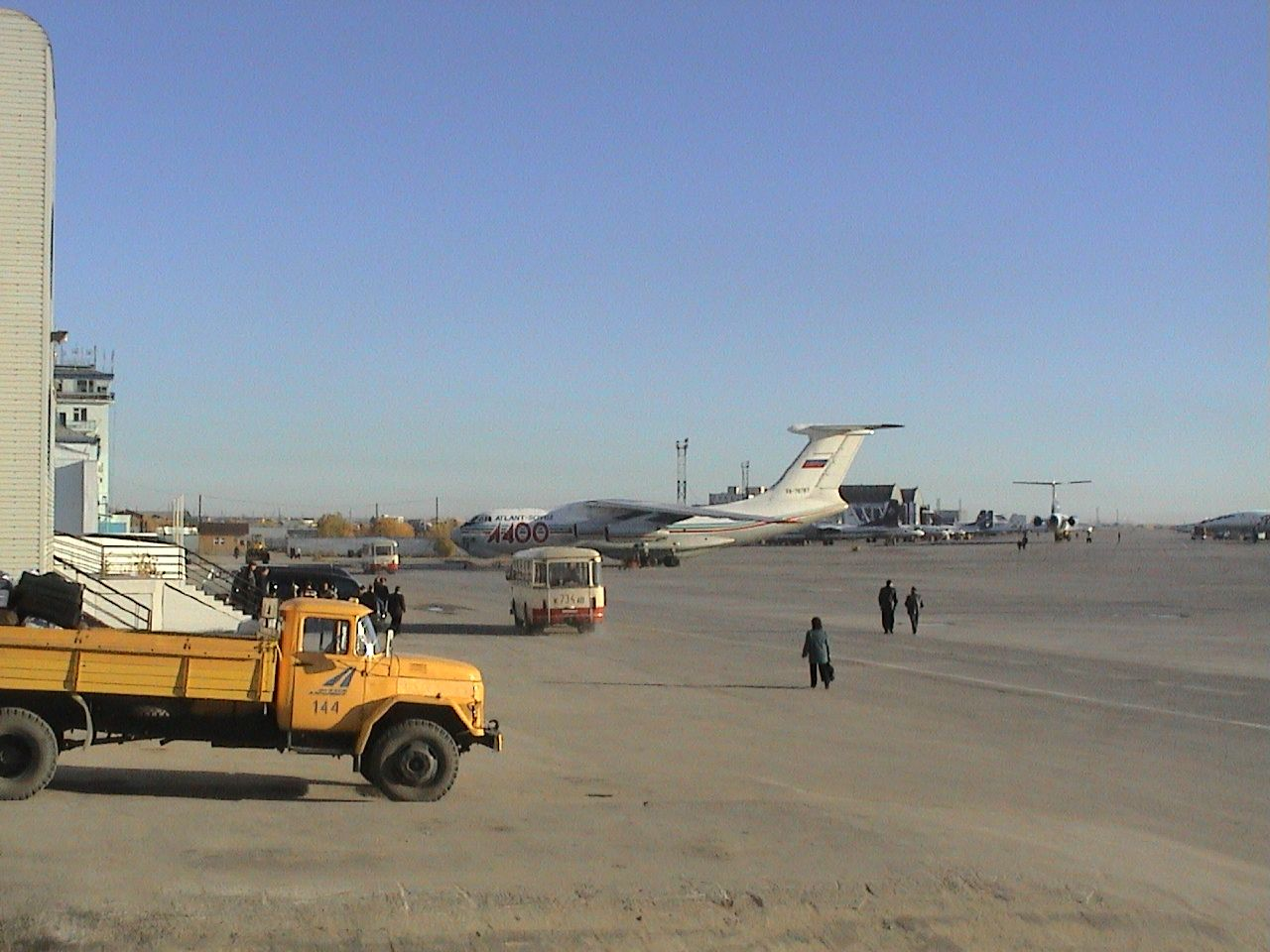
ایلیوشین ایل-۷۶ parked at Yakutsk Airport.

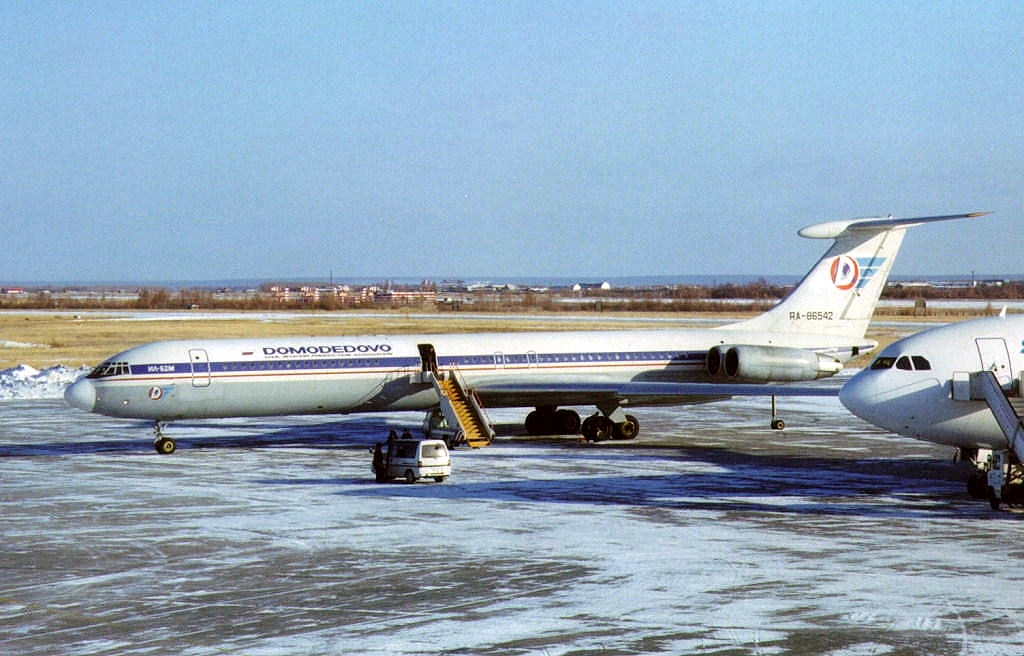
Domodedovo Airlines ایلیوشین-۶۲ parked at Yakutsk Airport in 1998.

| شرکت‌های هواپیمایی           | مقصدهای پروازی |
| --------------------------- | --- |
| آئروفلوت                    | شرمتیوو |
| آئروفلوت اجرا توسط آورورا   | ولادی‌وستوک |
| Alrosa Mirny Air Enterprise | لنزک، میرنی |
| آنگارا ایرلاینز             | ایرکوتسک، تولمچوا |
| Polar Airlines              | Batagay، Belaya Gora، چرسکی، چوکورداه، Deputatskiy، ایرکوتسک، لنزک، موما، Nyurba، Olekminsk، اولنیوک، Sakkyryr، ساسکیلاخ، Srednekolymsk، سونتار، تیکسی، Ust-Kuyga، Ust-Maya، Ust-Nera، ورکنویلیسک، ویلیویسک، Zyryanka                                                   |
| نوردویند ایرلاینز           | چارتر: کام رانح |
| اس۷ ایرلاینز                | دوموده‌دوو، تولمچوا |
| یاکوتیا ایرلاینز            | ایگناتیوا، چرسکی، کادالا، هاربین تایپینگ، ایرکوتسک، خاباروفسک ناوی، یملیانو، اینچئون، سوکول، میرنی، ونوکووا، چولمان، تولمچوا، پالکوو، اولان‌اوده، ولادی‌وستوک، کولتسوو فصلی: آناپا، پاشکوفسکی، تسنترالنی، پتروپاولوفسک/سیبون، سوچی، ناریتا چارتر فصلی: کینهوانگدو بیدایهه |